# Ariane (raketserie)
För andra betydelser, se Ariane.

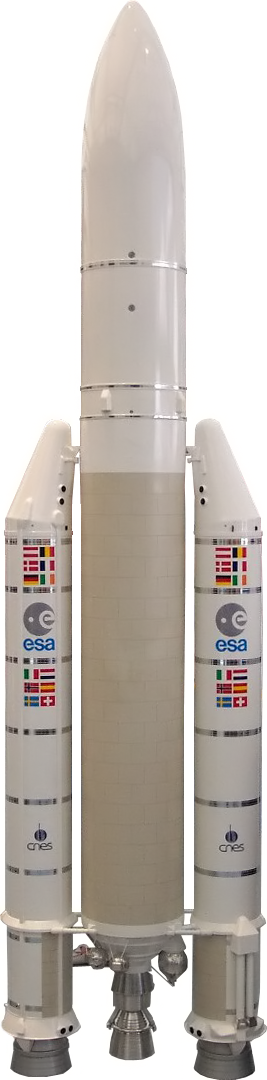
Ariane 5.

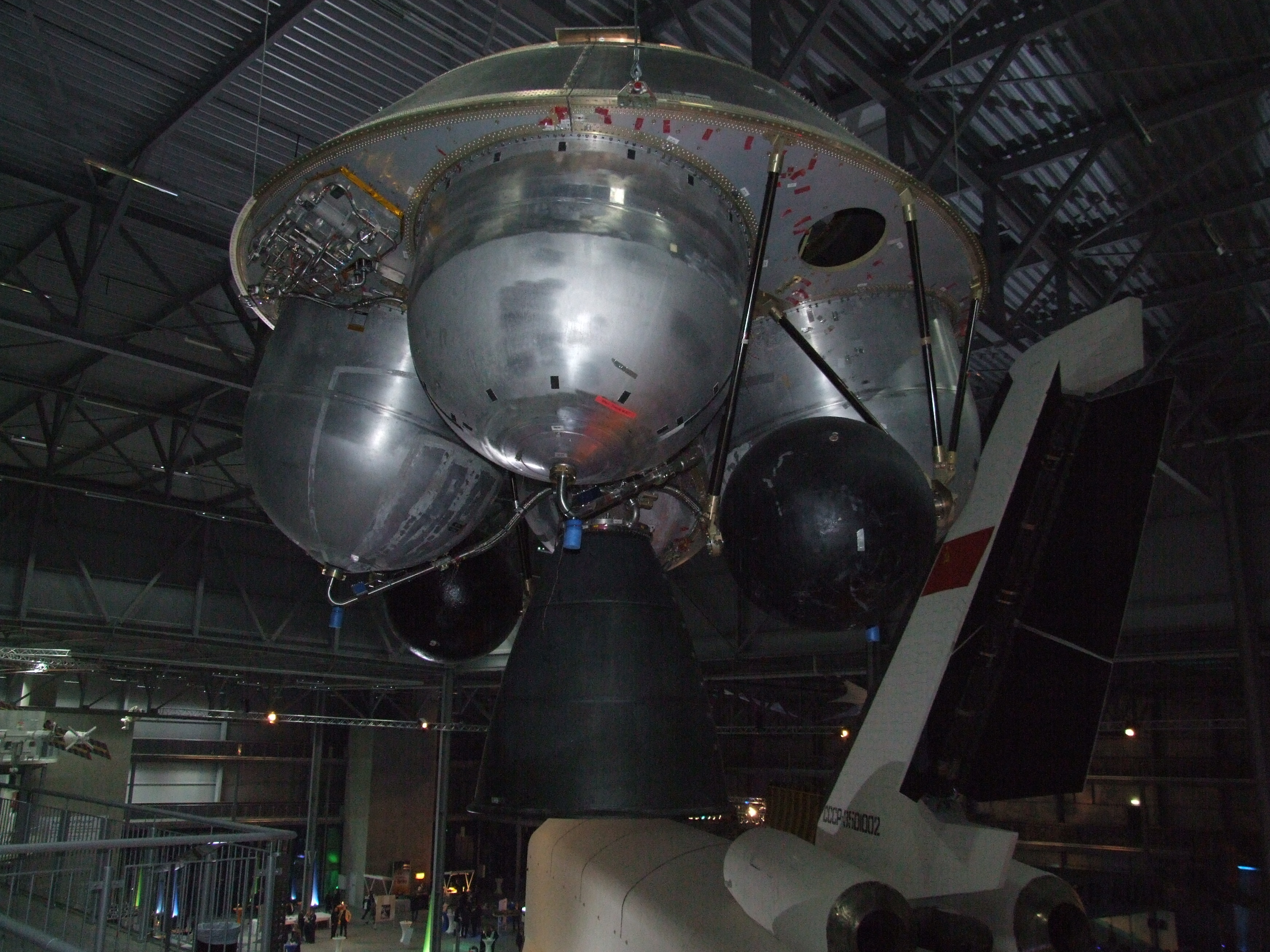
Ariane EPS 5.

Ariane är en serie europeiska raketer för uppsändning av satelliter och andra rymdfarkoster. Den för närvarande använda typen är Ariane 5.

## Europeiskt behov av oberoende tillträde till rymden
Sverige har deltagit i det europeiska Arianeprogrammet sedan starten 1973 då Ariane-raketen började utvecklas på initiativ av Frankrike. Europa saknade då egna raketer för att skjuta upp satelliter till geostationär bana. USA som i över ett decennium hade haft militärt utvecklade raketer för detta ändamål vägrade att skicka upp kommersiella europeiska satelliter, som kunde konkurrera med amerikanska intressen.
Den europeiska ELDO-organisationen hade sedan i början av 60-talet försökt att utveckla en egen raket men hade fram till 1972 misslyckats elva gånger i rad med uppskjutningarna och lyckades därmed inte att sända upp en satellit till geostationär bana. 
För att Europa skulle få en livskraftig rymdindustri var det nödvändigt skapa ett oberoende av USA och utveckla en egen raket. Målsättningen för Arianeprogrammet var att till 1980 förfoga över en bärraket som skulle kunna användas för uppskjutning av nyttosatelliter på upp till 750 kg i geostationär bana till en kostnad, som var lägre än för motsvarande amerikanska raketer och då speciellt Atlas Centaur.
När Sverige år 1973 gick med i Arianeprogrammet var industriutbytet viktigt för ett svenskt deltagande. Dåvarande Saab (idag Ruag) fick möjlighet att offerera omborddatorn och Volvo Aero brännkammare och munstycken. 
På julafton den 24 december 1979 sköts Ariane 1 upp för första gången och klarade provet med att lyfta en satellit till geostationär bana.

## Politiskt styrd organisation
För att sköta marknadsföring och försäljning skapades en privat operatör, Arianespace, med aktieägare från den europeiska rymdindustrin, idag däribland Ruag Space och Volvo Aero.
Avsikten med det europeiska upplägget är att det är ett åtagande över programmets livslängd för de deltagande länderna och dess industrier, som har byggt upp en unik kompetens inom sina respektive områden. 
Det europeiska rymdsamarbetet som är uppdragsgivaren och beställaren har därför inte drivits av traditionella kommersiella villkor, utan är politisk och har som yttersta mål ett europeiskt oberoende tillträde till rymden. De deltagande företagen kan därför inte utifrån kommersiella villkor motivera investeringar och verksamhet. Att rymdindustrin (och flygindustrin) är intressant för länder att satsa på beror på dess förmåga att generera och sprida teknologier samt förmågan att göra något unikt eller mer effektivt än jordbaserade system.

## Ariane 1 får efterföljare
Det stod snart klart att Arianes lyftkapacitet inte längre var tillräcklig för att motsvara de internationella marknadsbehoven. ESA reagerade snabbt och 1981 startade ett program för att öka Arianes kapacitet. De därav följande Ariane 2 och 3 var de första i världen som kunde erbjuda dubbel-launch av satelliter. Ariane 4 växte till att bli den största succén i den växande Ariane-familjen och blev också en av de mest tillförlitliga och mest ekonomiska bärraketerna i världen. 
Under perioden 1988 till 2003 lyfte Ariane 4 över 180 satelliter till geostationär bana. Arianespace, som marknadsförde sin dubbel-launch kapacitet och modulära konfiguration uppnådde en marknadsandel på upp till 60 % av världens kommersiella satellituppskjutningar. Den fortsatta tekniska och industriella succén för Europas bärraketprogram beror på den nuvarande Ariane 5, som visat sig vara mycket tillförlitlig. År 2001 beslutade ESA att öka Arianes lyftkapacitet från 7,5 till 10 ton och slutligen till 12 ton, vilket marknaden efterfrågar. 

## Ariane och framtiden
Efterfrågan på kommersiella satelliter, och därmed på raketuppskjutningar förväntas öka enligt en prognos som gjorts över åren 2017-2024. Trots intensiv konkurrens från USA, Ryssland, Kina, Indien och Japan har Ariane historiskt sett varit det raketsystem som dominerat den kommersiella launch-service marknaden, speciellt för kommunikationssatelliter.
Den politiska viljan av ett oberoende tillträde upprepades vid det fjärde gemensam EU-ESA Space-Council mötet i maj 2007. Europeiskt samarbete är en förutsättning för att bygga rymdinfrastruktur för de offentliga och privata tjänster vi använder. Tillgång till rymden är även en förutsättning för effektiva samhälls- och privatfunktioner och för livskvalitet utan obekväma förbehåll. EU är även i ökad utsträckning aktuell för större ansvar för Europas rymdverksamhet. EU-kommissionen anser att rymden är strategisk för Europa och kommissionen är villiga att ta ett fastare grepp om Europas rymdpolicy.
ESA och franska rymdstyrelsen CNES planerar nästa generation Ariane som kan komma att användas runt 2018-2022. Inom flera ESA program, bl.a. Future Launcher Preparatory Program, analyseras olika konfigurationer och teknologier. Den kompetens som finns i Sverige inom rymdraketer och dess delsystem möjliggör nu för ökat deltagande i Ariane 5 då flera svenska företag, utöver Volvo Aero och RUAG, är aktuella som möjliga leverantörer.
Ariane-programmet sysselsätter närmare 7 000 personer i Europa och ytterligare 5 000 indirekt. Ruag har över åren byggt över 200 styrdatorer och Volvo Aero över 1000 brännkammare respektive munstycke. Volvo Aero har även tillverkat över 300 turbiner till Ariane-familjen.

## Arianeversioner
- Ariane 1 - Första uppskjutning den 24 december 1979.
- Ariane 2 - Första uppskjutning den 30 maj 1986.
- Ariane 3 - Första uppskjutning den 4 augusti 1984.
- Ariane 4 - Första uppskjutning den 15 juni 1988.
- Ariane 5 - Första uppskjutning den 4 juni 1996.
- Ariane 6 - Planerad testuppskjutning 2021.

## Uppskjutningar
Se Lista över Ariane uppskjutningar för en lista över alla Ariane uppskjutningar.